# Georges Bernanos
Georges Bernanos (n. 20 februarie 1888, Paris, Île-de-France, Franța – d. 5 iulie 1948, Neuilly-sur-Seine, Seine, Franța) a fost un romancier, eseist și dramaturg francez.

## Opera
Scrierile sale, de orientare catolică și antifascistă, se caracterizează prin forță dramatică și profunzime psihologică:
- 1926: Sub soarele lui Satan ("Sous le soleil de Satan"); trad. rom. de Dorin Ștefănescu (Ed. Tracus Arte, 2018)
- 1928: Bucuria ("La Joie");
- 1935: O crimă ("Un crime");
- 1936: Jurnalul unui preot de țară ("Journal d'un curé de campagne");
- 1938: Marile cimitire sub lună ("Les Grands Cimetières sous la Lune");
- 1942: Scrisori către englezi ("Lettres aux Anglais");
- 1943: Domnul Ouine ("Monsieur Ouine");
- 1947: Franța contra roboților ("La France contre les robots");
- 1949: Dialogurile carmelitelor ("Dialogues des carmélites"). Această scriere constituie libretul operei Dialogues des carmélites de Francis Poulenc.